# Airline Disaster
Airline Disaster è un film del 2010 diretto da John J. Willis III. 
È un B movie statunitense prodotto da The Asylum, società specializzata nelle produzioni di film a basso costo per il circuito direct-to-video.

## Trama
Una squadra di terroristi dirotta un aereo di linea statunitense, lo Starquest, il più avanzato e grande aereo passeggeri del mondo. Il pilota dell'aereo è Joe Franklin, fratello di Harriet Franklin, presidente degli Stati Uniti. Il presidente deve scegliere tra la vita dei passeggeri, e quindi quella di suo fratello, e la vita dei cittadini qualora il velivolo fosse costretto a schiantarsi al suolo. I terroristi hanno anche rapito la famiglia di Joe. Sull'aereo si trova anche l'agente speciale Gina Vitale, mentre dei caccia dell'aviazione cominciano a seguire il velivolo pronti a distruggerlo.

## Produzione
Il film fu prodotto da The Asylum e girato a Burbank, North Hollywood e in Topanga, in California, dal 27 febbraio 2010 all'11 marzo 2010. Le musiche sono firmate da Chris Ridenhour.

## Distribuzione
Il film è stato distribuito solo per l'home video. Alcune delle uscite internazionali sono state:
- 29 giugno 2010 negli Stati Uniti (Airline Disaster)
- in Ungheria (Légikatasztrófa)

In Italia il film, distribuita dalla Minerva Pictures, viene trasmesso in prima visione TV il 4 maggio 2014 su Cielo e successivamente undici anni dopo in Campania su Canale 9, di cui parte del circuito nazionale 7 Gold.

## Promozione
La tagline è: "Terror in the Skies! Horror in the Streets!".